# Islas Marietas
El Parque Nacional Islas Marietas se encuentra a 9.5 km al suroeste de Punta Mita, cercanas a la costa mexicana del Estado de Nayarit. El archipiélago, de origen volcánico, está compuesto por la isla Larga y la isla Redonda, dos islotes (El Morro y la Corbeteña) y un par de rocas (La Ampolla y Los Morros Cuates).
Su orientación principal es noreste-suroeste, forman parte de la Provincia Sierra Madre del Sur, que abarca la fracción suroeste del estado de Nayarit.
Tiene una superficie marina de 1,311.85 ha. y una superficie terrestre y/o de aguas continentales de 71.16 ha., que abarca ríos, lagunas costeras, esteros, lagunas de agua dulce y otros cuerpos de agua.

## Decreto área natural protegida
El 14 de abril de 2016 la Comisión Nacional de Áreas Naturales Protegidas (Conanp) anunció el cierre al público de las islas debido al deterioro ambiental causado por su sobreexplotación turística. El acceso quedó restringido a partir del 9 de mayo. El equilibrio ecológico se recuperó y actualmente las Islas Marietas se pueden visitar siguiendo la normativa de conservación.

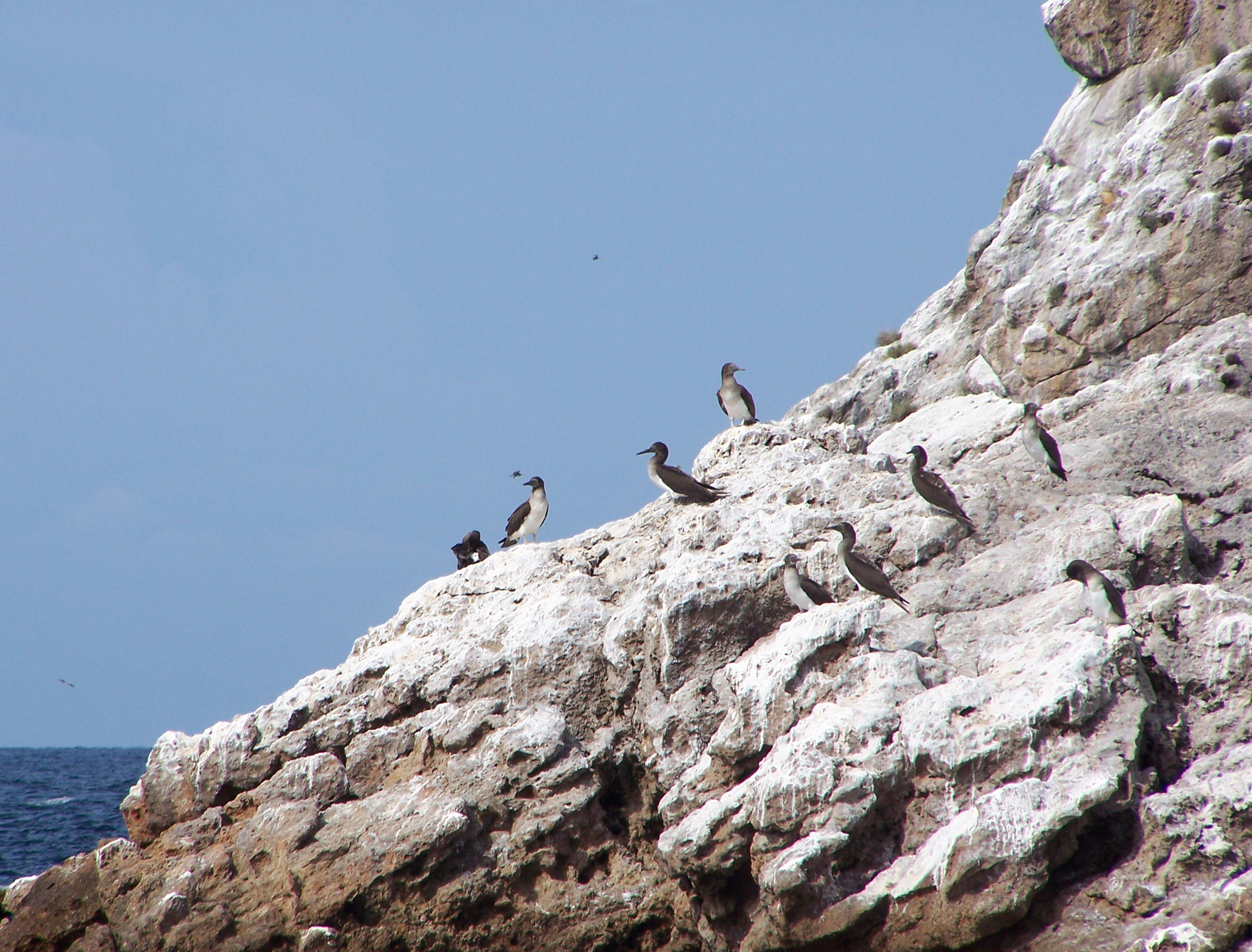
Pájaros bobo sobre las islas Marietas.

## Flora y Fauna
De acuerdo al Sistema Nacional de Información sobre Biodiversidad de la Comisión Nacional para el Conocimiento y Uso de la Biodiversidad (CONABIO) en el Parque Nacional Islas Maristas habitan más de 400 especies de plantas y animales de las cuales 34 se encuentra dentro de alguna categoría de riesgo de la Norma Oficial Mexicana NOM-059  y 11 son exóticas,
La isla alberga más de 10 especies distintas de flora, y más de 15 especies de fauna, tanto marina como silvestre, además, es hogar de varias especies endémicas como la iguana espinosa Mexicana  (Ctenosaura pectinata), el Mulato azul (Melanotis caerulescens), entre otras que se enlistarán más adelante.
La isla también recibe a especies migratorias como el Bobo patas azules (Sula nebouxii) y la ballena jorobada.

### Flora
las plantas más vistas en las islas son; la calaguala Phlebodium decumanum la gramínea(Jouvea pilosa); la ciperácea (Cyperus ligularis); la bromeliácea (bromelia pinguin).
Además, existen más de otras 5 especies de plantas distribuidas en el archipiélago.

### Fauna
Contado las especies migratorias de verano e invierno, la diversidad de las especies en la isla es grandísima, de los últimos registros que se tiene, hubo un total de 85 especies de aves, de las cuales 46 son acuáticas y 39 terrestres.

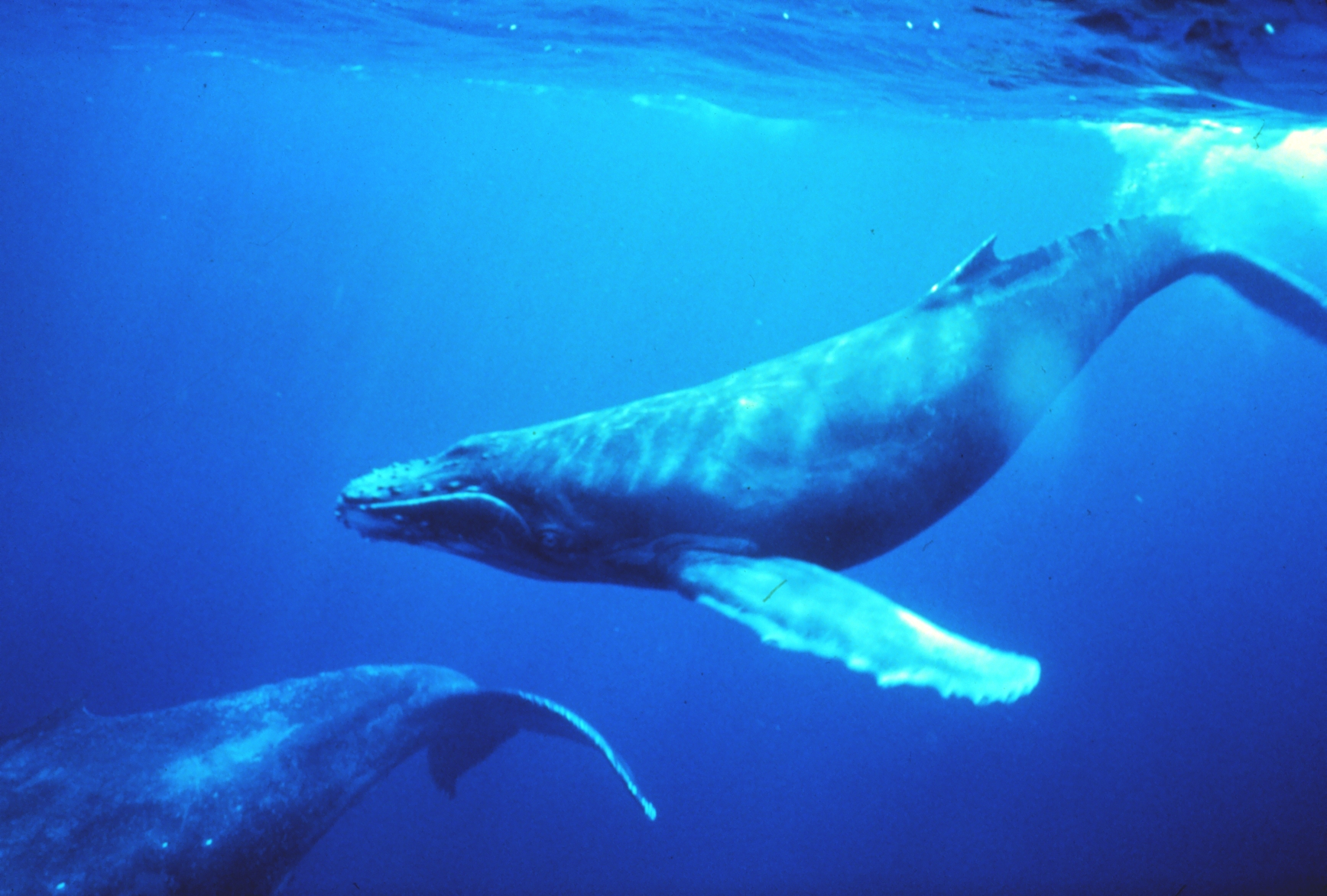
Ballena jorobada (Megaptera novaeangliae)
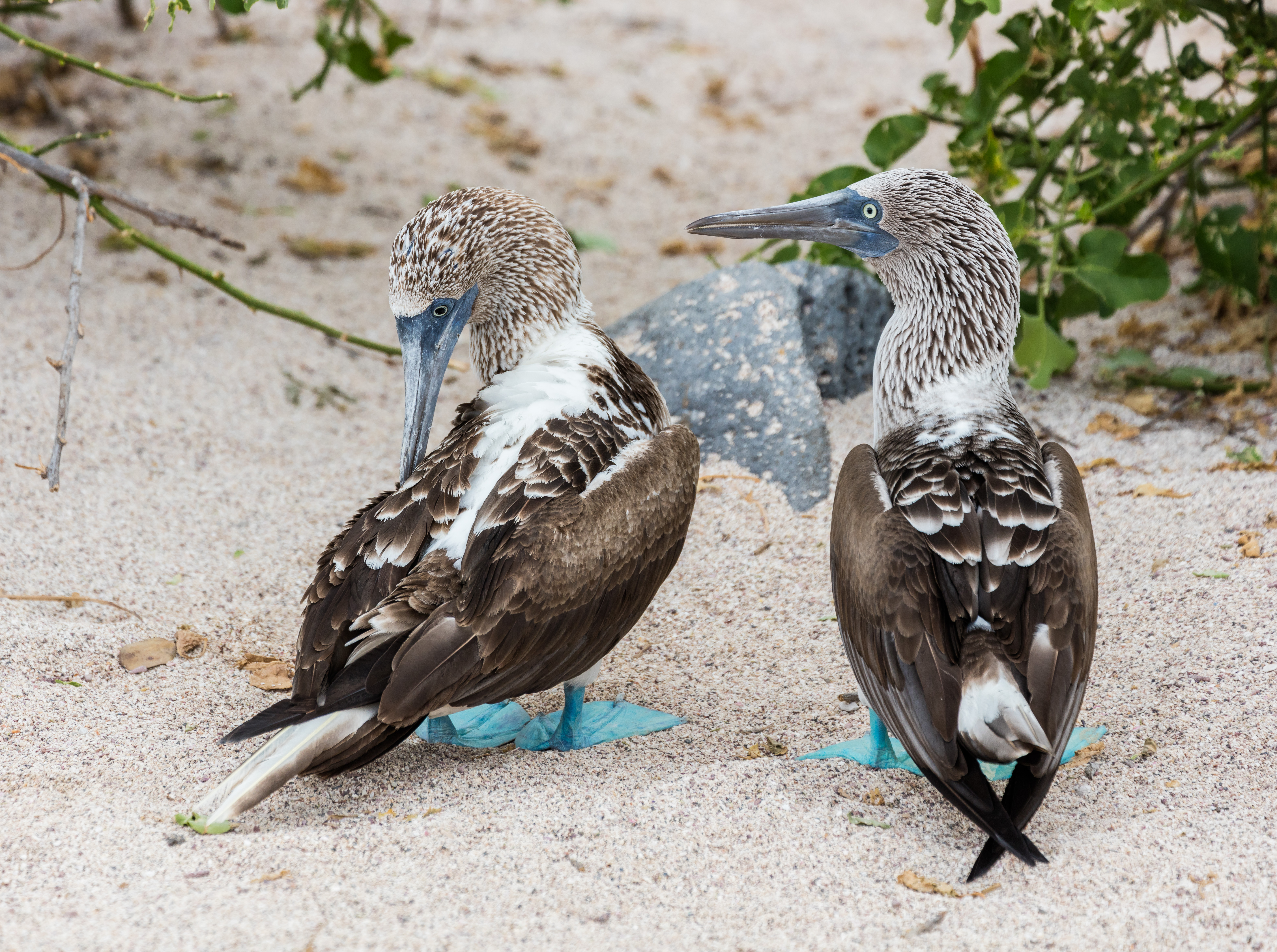
Pájaros bobos patas azules
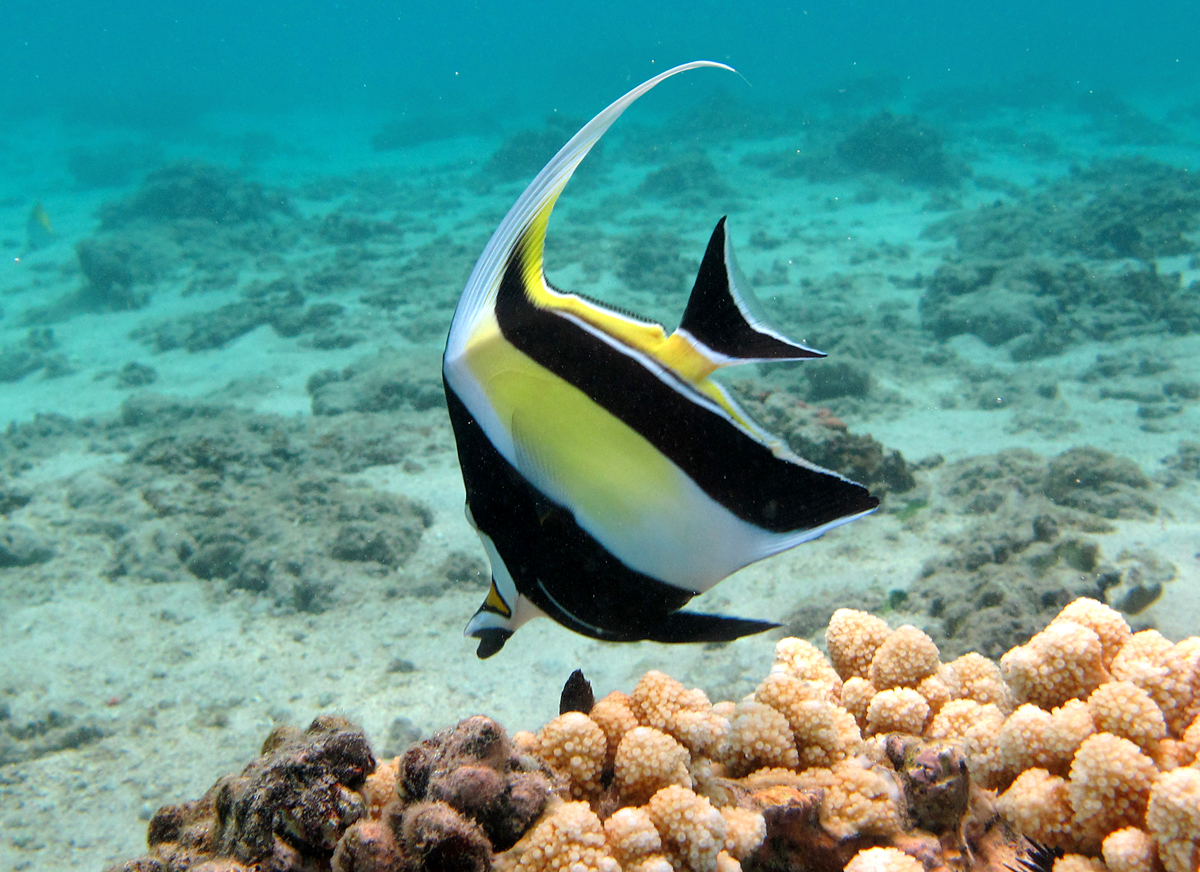
ídolo moro (Zanclus cornutus)
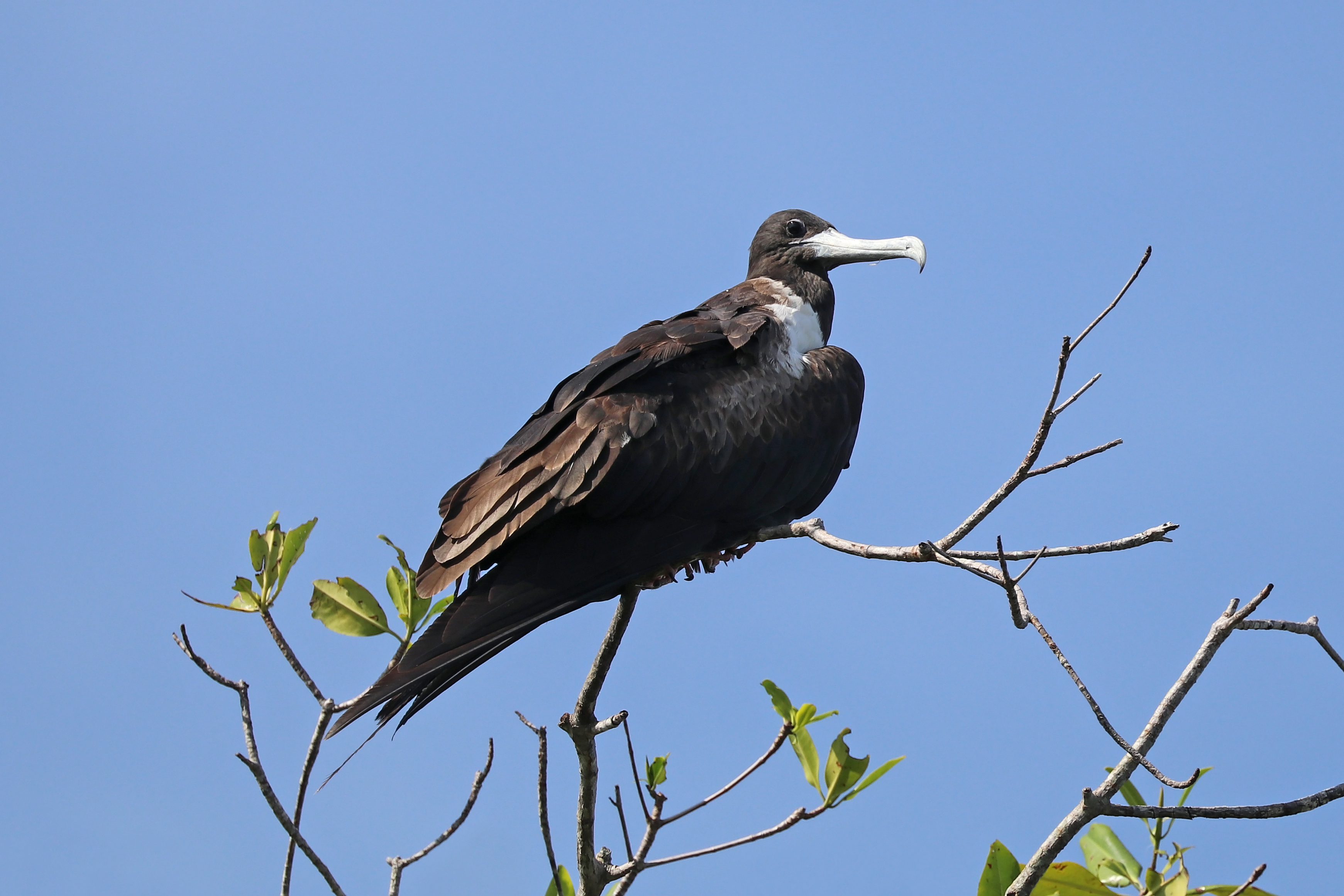
Fragata (Fregata magnificens)
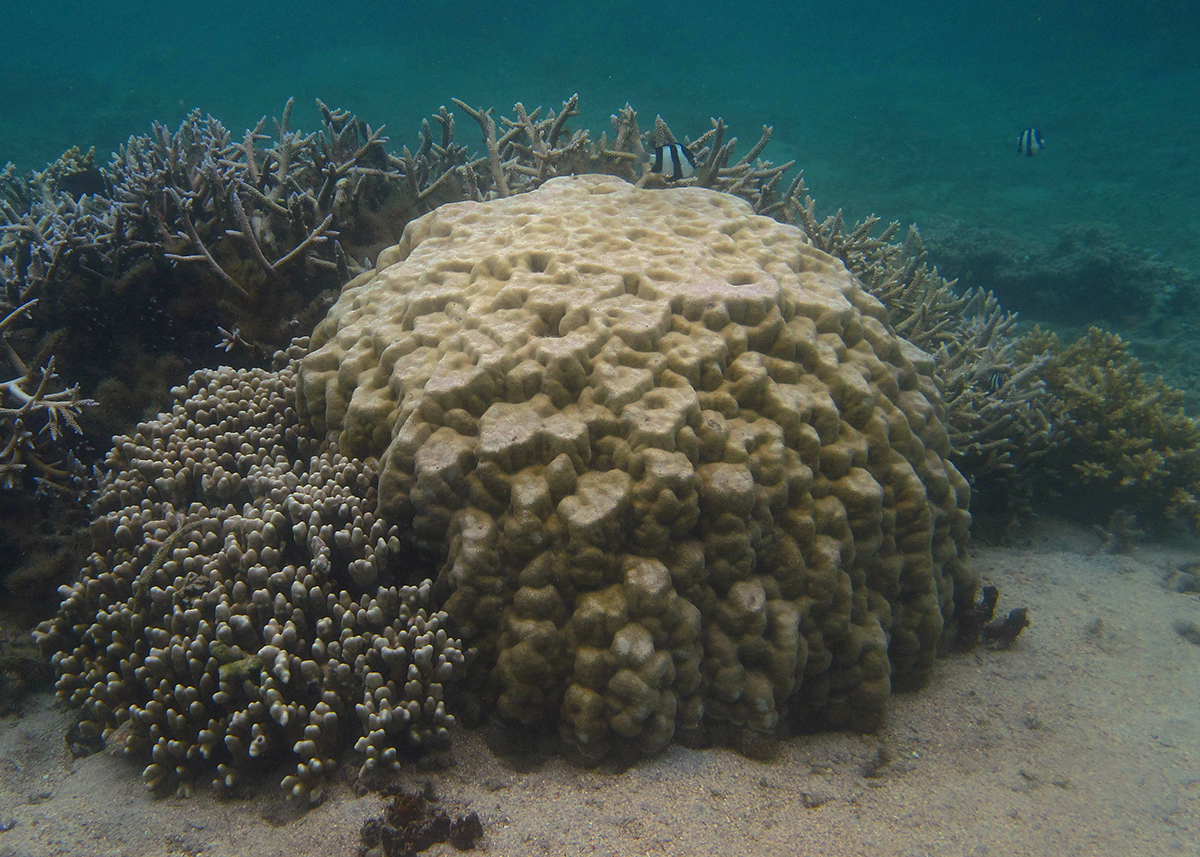
Coral hermatípico (Porites lobata)

| Aves                                       | Corales                                 | Peces                                            | Otras especies                                      |
| ------------------------------------------ | --------------------------------------- | ------------------------------------------------ | --------------------------------------------------- |
| Bobo café (Sula leucogaster)               | Coral (Pocillopora capitata)            | Angel de cortés (Pomacanthus zonipectus)         | Tortuga golfina (Lepidochelys olivacea)             |
| Bobo patas azules (Sula nebouxii)          | Coral coliflor (Pocillopora damicornis) | Pargo amarillo (Lutjanus argentiventris)         | Ballena jorobada (Megaptera novaeangliae)           |
| Gaviota paloma (Larus heermanni)           | Coral (Pocillopora verrucosa)           | Mariposa barbero (Johnrandallia nigrirostris)    | Loro jorobado (Scarus perrico)                      |
| Fragata (Fregata magnificens)              | Coral (Porites panamensis)              | Ángel real (Holacanthus passer)                  | Iguana Espinosa Mexicana (Ctenosaura pectinata)     |
| Golondrina acerada (Progne chalybea)       | Coral hermatípico (Pavona gigantea)     | Castañeta índiga (Thalassoma lucasanum)          | Cuiji de Muchas Líneas (Aspidoscelis lineattissima) |
| Pelicano café (Pelecanus occidentalis)     | Coral hermatípico (Porites lobata)      | Cirujano punteado (Prionurus punctatus)          |                                                     |
| Gaviota reidora (Larus atricilla)          | Coral hermatípico (Pavona clavus)       | Ídolo moro (Zanclus cornutus)                    |                                                     |
| Charrán embridado (Onychoprion anaethetus) |                                         | Bocón Manchas Azules (Opistognathus rosenblatti) |                                                     |
| Mulato Azul (Melanotis caerulescens)       |                                         |                                                  |                                                     |

### Especies endémicas Mexicanas
- Iguana Espinosa Mexicana, también conocida como iguana negra, (Ctenosaura pectinata).
- Cuiji de muchas líneas  (Aspidoscelis lineattissima).
- Mulato Azul (Melanotis caerulescens)
- Bocón Manchas Azules, también conocido como bocón bicolor, (Opistognathus rosenblatti).

## Turismo

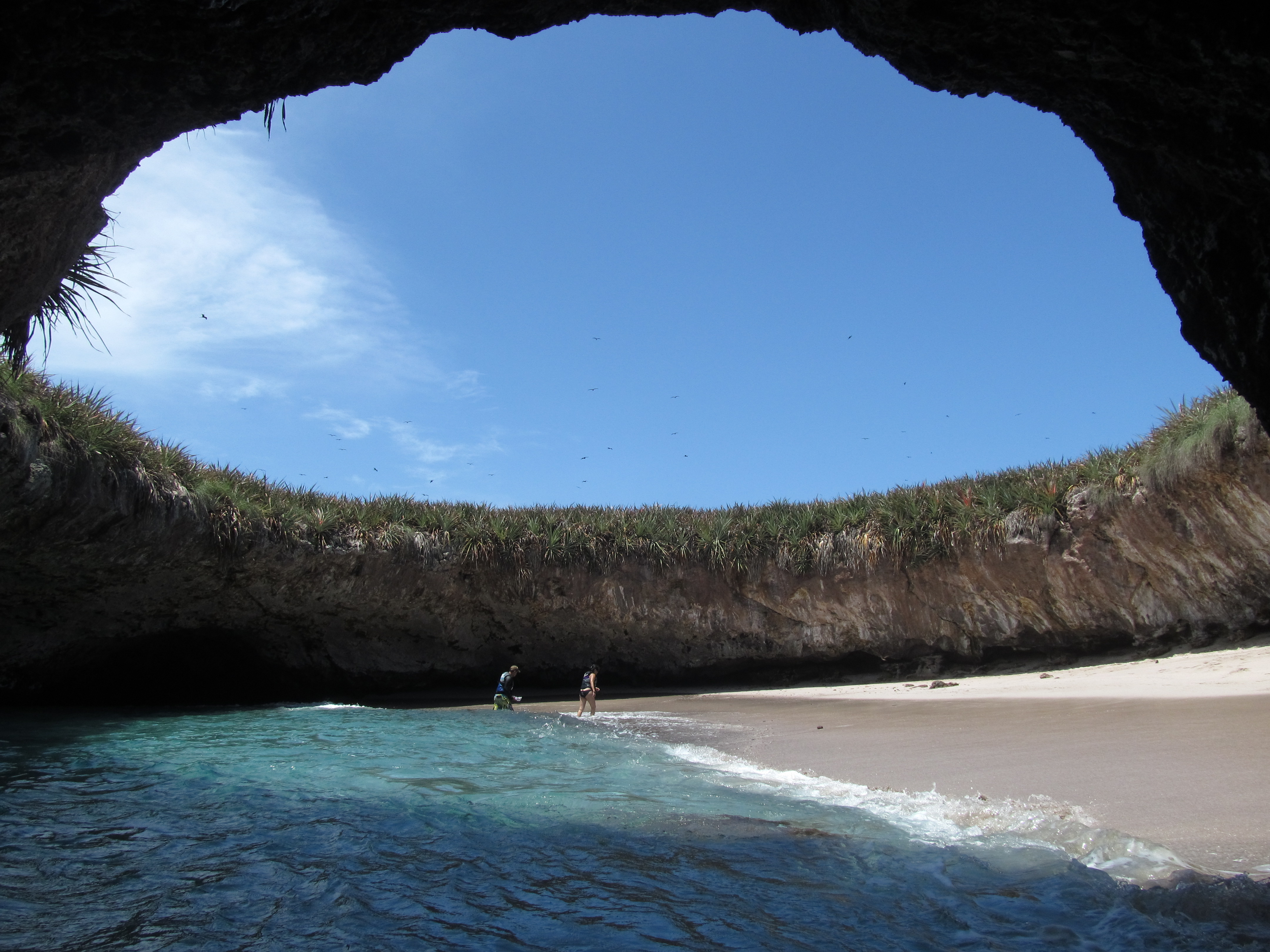
La famosa "playa del amor", también llamada "playa escondida".

La carga turística en el archipiélago nayarita de islas Marietas, concentrada sobre todo en Playa Amor, ha generado mucha preocupación. La Comisión Nacional de Áreas Naturales Protegidas (Conanp), detalla que desde hace dos años el turismo se incrementó en más de 50 % , lo cual significa una afluencia de poco más de 100 mil visitantes durante el 2014. Un estudio conjunto entre la Universidad y la Conanp, detalla que el área natural debería recibir 625 personas al día y la Playa del Amor, la zona más visitada, no más de 90, pero el flujo excede dichas cifras, en parte por la falta de vigilancia. 
Ello también ha incentivado a turistas y prestadores de servicio a promover malas prácticas que generan contaminación y daños al fondo marino, además de riesgo de derrame de combustible de las embarcaciones que arriban a las islas. El problema es grave, pues el ecosistema esta sufriendo un desequilibrio ecológico que impactará incluso, a aquellos que viven del turismo y pesca en la zona.
Las islas Marietas se hicieron famosas por el famoso oceanógrafo Jacques Cousteau. Las Marietas son casa de muchas aves, como el ave patiazul, y una muy grande diversidad de peces, además de delfines todo el año y ballenas jorobadas en invierno.

## Cierre
El 14 de abril de 2016 la Comisión Nacional de Áreas Naturales Protegidas (Conanp) anunció el cierre al público de las islas, planeado para el 9 de mayo. Esta decisión fue tomada debido al grave daño a la biodiversidad de la zona causada por su alta explotación turística.
La comisión afirmó que «durante las vacaciones de Semana Santa la isla recibió a un promedio de más de mil visitantes diarios con máximos de hasta 3 mil, cuando el Programa de Manejo del Parque establece que su capacidad máxima es apenas de 625 turistas» y que «la contaminación causada por residuos de combustibles y aceites, basura y desperdicios, aunado a la extracción de fragmentos de coral, crustáceos y moluscos por parte de los visitantes y pescadores ilegales, están ya ocasionando daños graves a los  corales».